# 銀鱗の花籠
『銀鱗の花籠』（ぎんりんのはなかご）は、1934年（昭和9年）に日本で製作・公開されたサイレント映画である。製作・配給大都映画。

## スタッフ
- 監督 : 大江秀夫
- 脚本 : 入江譲二
- 撮影 : 永貞二郎

## キャスト
- 隼秀人
- 琴路美津子